# Goniodiscaster integer
Goniodiscaster integer är en sjöstjärneart som beskrevs av Livingstone 1931. Goniodiscaster integer ingår i släktet Goniodiscaster och familjen Oreasteridae. Inga underarter finns listade i Catalogue of Life.